# Najash rionegrina
Najash rionegrina é uma espécie fóssil de cobras, que viveu no período Cretácico. A sua característica principal e mais significativa é a presença de patas traseiras funcionais e quadril.
A descoberta foi apresentada na revista Nature em 2006 em artigo assinado pelo zoólogo brasileiro Hussam Zaher e o paleontólogo argentino Sebastián Apesteguía, que, em 2003, encontrou os fósseis na província de Rio Negro, na Patagônia (Argentina). A datação dos sedimentos em que o material foi descoberto indica que a serpente viveu no período Cretáceo Superior (há 90 milhões de anos).
O estudo dos fósseis aponta a presença de diversas características de transição, como um par de patas traseiras unidas ao corpo com quadril, sugerindo que a serpente tinha uma musculatura bem desenvolvida, ou seja, funcional.